# دوغلاس هوب
دوغلاس هوب (بالإنجليزية: Douglas Hope)‏ هو حكم كرة قدم بريطاني، ولد في 6 أبريل 1944 في Erskine, Renfrewshire ‏ في المملكة المتحدة.
1. 1 2  worldreferee.com (بالإنجليزية), QID:Q19801038